# Challenge Walchsee-Kaiserwinkl
Die Challenge Walchsee-Kaiserwinkl ist eine Triathlon-Veranstaltung über die Halbdistanz (1,9 km Schwimmen, 90 km Radfahren und 21 km Laufen). Sie findet seit 2010 jährlich in der Gemeinde Walchsee im Kaiserwinkl in Tirol statt und ist Teil der Challenge-Triathlon-Weltserie.

## Geschichte
Die Challenge Walchsee-Kaiserwinkl wurde erstmals im Jahr 2010 ausgetragen.

Bei der Premiere gingen 766 Einzelstarter und 65 Staffeln an den Start.
Die in Österreich lebende Niederländerin Yvonne van Vlerken sowie der damals in den USA lebende Österreicher Michael Weiss konnten die Erstaustragung gewinnen.
2012 und 2014 wurden hier vom Österreichischen Triathlonverband die Staatsmeisterschaften auf der Mitteldistanz ausgetragen.

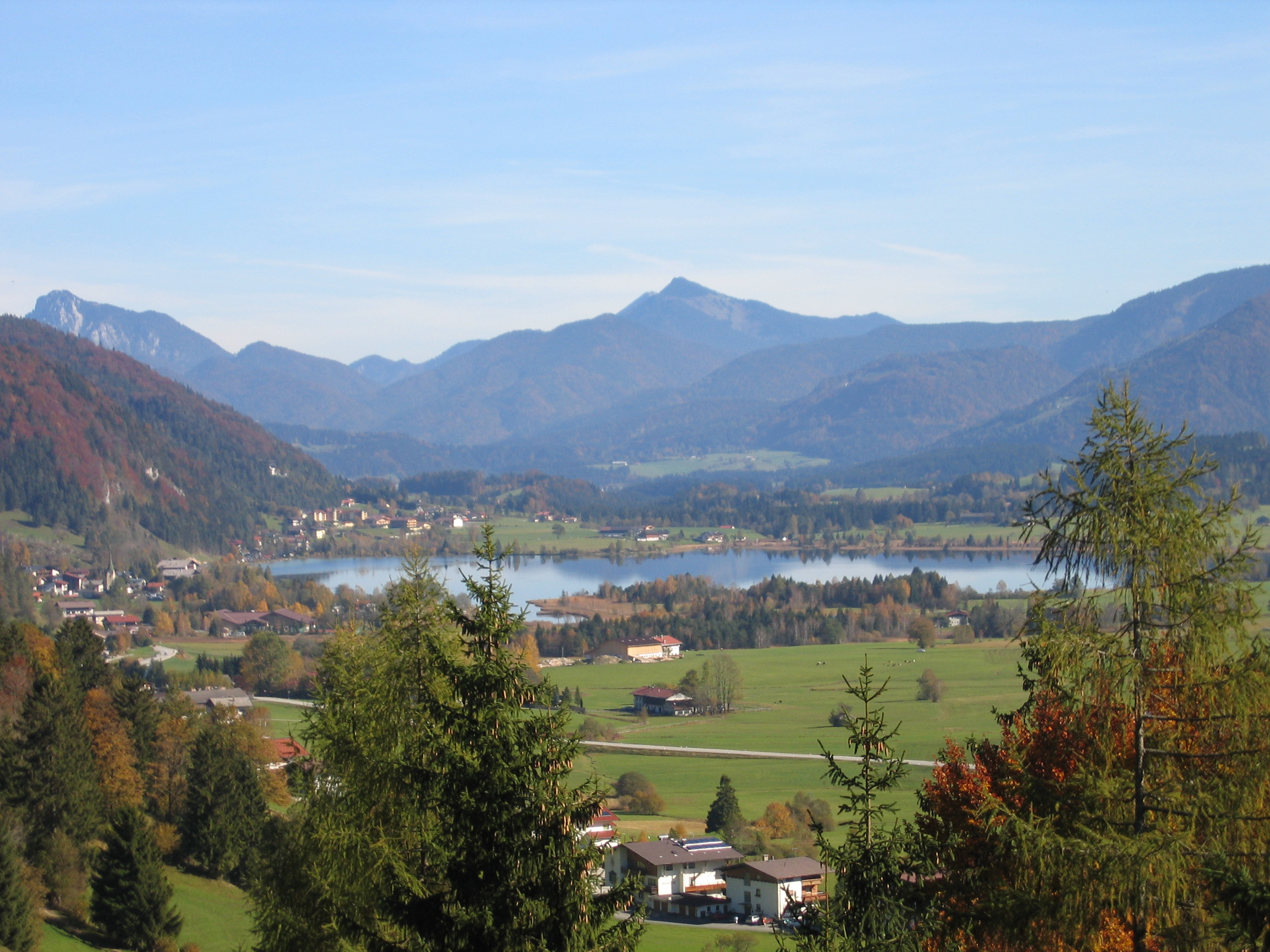
Blick auf die Gemeinde Walchsee und den See gleichen Namens

Der Italiener Giulio Molinari konnte das Rennen von 2014 bis 2016 dreimal in Folge für sich entscheiden. Gleiches gelang Frederik Funk zwischen 2021 und 2023. 2016 und 2021 wurde im Rahmen des Rennens von der European Triathlon Union (ETU) die Europameisterschaft auf der Mitteldistanz ausgetragen.
2017 mussten aufgrund des schlechten Wetters  die Schwimm- und Radstrecke verkürzt werden.
Die letzte Challenge Walchsee-Kaiserwinkl vor der Pandemie fand am 30. Juni 2019 statt. Neben dem Triathlon wurde hier auch erstmals ein Aquabike-Rennen veranstaltet (1,9 km Schwimmen und 90 km Radfahren).
Walchsee erhielt nach 2016 erneut den Zuschlag für die Austragung der ETU-Europameisterschaft auf der Mitteldistanz vom 25. bis 28. Juni 2020. Neben der Triathlon-Europameisterschaft sollten hier auch die Aquabike-Europameisterschaften (Schwimmen und Radfahren) ausgetragen. Die ursprünglich im Juni 2020 geplante Austragung musste jedoch im April im Rahmen der Ausbreitung des Coronavirus abgesagt werden.
Die Challenge St. Pölten, Challenge Walchsee-Kaiserwinkl und Challenge Davos schlossen sich 2020 in einer so genannten „Challenge the Alps“ zusammen.
Im Juni 2022 wurden durch die Österreicherin Simone Kumhofer und den Deutschen Frederic Funk neue Streckenrekorde aufgestellt. Die Schweizerin Julie Derron verbesserte im Juni 2024 mit ihrer Siegerzeit von 4:03:38 Stunden den Streckenrekord.

## Streckenverlauf
- Die Schwimmstrecke über 1,9 km geht über eine Runde im Walchsee.
- Die Radstrecke über 90 km führt von Walchsee aus über die B172 zur Abzweigung nach Bichlach (Kössen) bis zur B176. Von dort geht es Richtung Schwendt und weiter nach Kössen. Danach fahren die Teilnehmer wieder zurück nach Walchsee bis zur Schwemm. Die Strecke führt weiter über Rettenschöss zurück auf die B172 bis zur Abzweigung nach Miesberg (Rettenschöss). Von dort geht es über Walchsee bis nach Durchholzen (Walchsee). Hier drehen die Teilnehmer um und die zweite Runde beginnt.
- Die Laufstrecke über 21 km ist ein Rundkurs um den Walchsee, der viermal zu absolvieren ist. Das Ziel befindet sich wieder im Ort Walchsee.[11]

## Ergebnisse
| N ° | Datum/Jahr    | Männer                 | Männer           | Männer                | Frauen                 | Frauen               | Frauen               |
| N ° | Datum/Jahr    | Erster Platz           | Zweiter Platz    | Dritter Platz         | Erster Platz           | Zweiter Platz        | Dritter Platz        |
| --- | ------------- | ---------------------- | ---------------- | --------------------- | ---------------------- | -------------------- | -------------------- |
| 15  | 29. Juni 2025 | Tjebbe Kaindl          | Marcel Bolbat    | Kurt McDonald         | Laura Jansen           | Therese Feuersinger  | Julie Iemmolo        |
| 14  | 23. Juni 2024 | Panagiotis Bitados     | Tom Hug          | Justus Nieschlag      | Julie Derron (SR)      | Alanis Siffert       | Lucy Schönfelder     |
| 13  | 2. Juli 2023  | Frederic Funk -3-      | Thomas Bishop    | Jan Stratmann         | Imogen Simmonds        | Lucy Buckingham      | Lucy Byram           |
| 12  | 26. Juni 2022 | Frederic Funk -2- (SR) | Sam Long         | Panagiotis Bitados    | Simone Kumhofer        | Lotte Wilms          | Amy Cymerman         |
| 11  | 27. Juni 2021 | Frederic Funk          | Thomas Steger    | Bart Aernouts         | Nicola Spirig          | Anne Haug            | Marta Bernardi       |
| 10  | 30. Juni 2019 | Maurice Clavel         | Frederic Funk    | Boris Stein           | Radka Kahlefeldt       | Emma Pallant         | Svenja Thoes         |
| 9   | 2. Sep. 2018  | Sebastian Kienle       | Frederic Funk    | Daniel Lund Bækkegård | Eva Wutti              | Laura Siddall        | Margie Santimaria    |
| 8   | 3. Sep. 2017  | Thomas Steger          | Giulio Molinari  | Mike Phillips         | Laura Siddall          | Daniela Sämmler      | Margie Santimaria    |
| 7   | 4. Sep. 2016  | Giulio Molinari -3-    | Florian Angert   | Thomas Steger         | Julia Gajer            | Maja Stage-Nielsen   | Lisa Hütthaler       |
| 6   | 23. Aug. 2015 | Giulio Molinari -2-    | Andreas Giglmayr | Per Bittner           | Simone Brändli         | Lucy Gossage         | Yvonne van Vlerken   |
| 5   | 31. Aug. 2014 | Giulio Molinari        | Ritchie Nicholls | Michael Raelert       | Yvonne van Vlerken -4- | Felicity Sheedy-Ryan | Michaela Herlbauer   |
| 4   | 1. Sep. 2013  | James Cunnama          | Timo Bracht      | Todd Skipworth        | Yvonne van Vlerken -3- | Jodie Swallow        | Kaisa Lehtonen       |
| 3   | 1. Sep. 2012  | Andreas Raelert        | Timo Bracht      | Nils Frommhold        | Gina Crawford          | Mary Beth Ellis      | Kaisa Lehtonen       |
| 2   | 4. Sep. 2011  | Ronnie Schildknecht    | Timo Bracht      | Boris Stein           | Yvonne van Vlerken -2- | Eva Dollinger        | Mirjam Weerd         |
| 1   | 5. Sep. 2010  | Michael Weiss          | Massimo Cigana   | Alessandro Degasperi  | Yvonne van Vlerken     | Eva Dollinger        | Edith Niederfriniger |

| ÖTRV – Staatsmeisterschaft Mitteldistanz | ETU – Europameisterschaft Mitteldistanz |